# Olena Zelenska
Olena Volodimirivna Zelenska, rođ. Kijaško (Krivij Rih, 6. veljače 1978.) ukrajinska je arhitektica i scenaristica, trenutno prva dama Ukrajine kao supruga predsjednika Volodimira Zelenskog.

## Životopis

### Osobni život i školovanje
Olena Kijaško rođena je 6. veljače 1978. u Krivom Rihu. Pohađala je 95. gimnaziju u Krivom Rihu, gdje je upoznala svoga budućeg supruga Volodimira Zelenskog. Godine 2000. diplomirala je na Građevinskom fakultetu Tehničkog sveučilišta Krivij Rih, smjer “Urbanistički i građevinski menadžment”. Završila je i glazbenu školu u klasi glasovira.
Godine 2003. ona i Zelenski se vjenčaju i odlaze živjeti u Kijev. Olena i Volodimir Zelenski roditelji su dvoje djece: kćeri Oleksandre (rođene 15. srpnja 2004.) i sina Kirilla (rođenog 21. siječnja 2013.).

### Karijera
Olena Zelenska članica je studija za filmsku i televizijsku produkciju "Kvartal 95" od njegovog osnutka. Studio se bavi produkcijom zabavnih programa, filmova, TV serija i najznačajniji je studio te vrste u Ukrajini. Zelenska je članica autorske grupe i sudjeluje u pisanju tekstova za sve projekte studija Kvartal 95, radila je na konceptu programa Nasmij komičara i bila je jedan od scenarista komedije Kao Kozaci... Također je jedna od producentica projekta Ženski kvartal.

### Prva dama Ukrajine

#### Društvene aktivnosti prije ruske invazije
Društvene aktivnosti prve dame Ukrajine prije rata imale su tri glavna smjera djelovanja: zdravlje budućih generacija, jednakost prilika i kulturna diplomacija.
Olena Zelenska započela je projekte poput poboljšanja sustava školske prehrane, razvoja nacionalne strategije za sigurno školsko okruženje, borbu protiv nasilja u obitelji i rodno uvjetovanog nasilja, okruženje bez prepreka, te uvođenje audio vodiča na ukrajinskome jeziku u muzejima diljem svijeta.
Predsjednik je 3. prosinca 2020. potpisao dekret "O osiguravanju stvaranja prostora bez barijera u Ukrajini". Na inicijativu prve dame donesena je "Nacionalna strategija bez prepreka - standardi jednakih mogućnosti za sve skupine stanovništva", te je izrađen "Akcijski plan za prevladavanje prepreka".
Dana 13. siječnja 2020. postala je članica Vijeća za razvoj Nacionalnog muzejskog kompleksa umjetnosti i kulture Mistetski Arsenal.
Na inicijativu Olene Zelenske Ukrajina se 11. rujna 2020. pridružila Partnerstvu iz Biarritza, te je preuzela tako obvezu poboljšanja stanja u području rodne ravnopravnosti i razvoja javnog prostora bez prepreka.
Godine 2021. provedena je opsežna reforma školske prehrane. Predstavljen je novi cjeloviti 4-tjedni jelovnik, započela je modernizacija skladišta hrane i pokrenuta je komunikacijska kampanja UNICEF-a u Ukrajini o zdravoj prehrani djece i roditelja.
Godine 2020. u sklopu inicijative prve dame Ukrajine pokrenut je projekt nabave više od 50 audio vodiča na ukrajinskom jeziku u nekima od najznačajnijih kulturnih institucija u više od 30 zemalja svijeta.
Dana 23. kolovoza 2021.  na inicijativu Olene Zelenske u Kijevu je održan Prvi kijevski summit prvih dama i gospode. Događaju se pridružilo jedanaest prvih dama iz različitih zemalja. Glavna tema razgovora bila je post-COVID realnost. Po završetku skupa sudionici su usvojili zajedničku deklaraciju.
Svrha summita bila je ujediniti prve dame i gospodu u svrhu stvaranja međunarodne platforme za razmjenu iskustava i provedbu zajedničkih projekata za dobrobit ljudi u svijetu, razgovarati o aktualnim problemima i aktivnostima prvih dama i gospode i njihovoj implementaciji kako bi glas svake prve dame i gospodina bio utjecajniji.

#### Inicijative tijekom ruske invazije
Nakon početka ruske invazije na Ukrajinu 2022., Olena Zelenska je u otvorenom pismu opisala sebe kao rusku metu broj dva. Ukrajinske obavještajne službe smjestile su nju i njezinu djecu na tajnom mjestu radi osobne sigurnosti. Tijekom rata njezini su napori bili usmjereni na humanitarnu pomoć, posebice evakuaciju djece s invaliditetom kroz Poljsku i uvoz inkubatora u bolnice u područjima ratnih djelovanja. Zelenska se od početka invazije prvi put javno pojavila na sastanku s Jill Biden 8. svibnja 2022. u Uzhhorodu. Bidenov put u Ukrajinu, koji se poklopio s Majčinim danom koji se slavi u SAD-u i Ukrajini, nije bio unaprijed javno objavljen.
Na inicijativu prve dame razvijaju se projekti u području medicine: evakuacija djece s onkološkim bolestima u inozemstvo s ciljem daljnjeg liječenja, dobava opreme za dječje bolnice, posebice inkubatora za novorođenčad. U humanitarnoj sferi Olena Zelenska brine o slanju djece bez roditelja na dugotrajni boravak u inozemstvo. Prva dama također nadzire dostavu humanitarne pomoći domovima za nezbrinutu djecu obiteljskog tipa, višečlanim obiteljima i starijim osobama koje su ostale i žive na oslobođenim područjima. Započela je i projekt „Knjige bez granica” u sklopu kojega je tiskano 260 000 knjiga za djecu na ukrajinskom jeziku koja su zbog ruske agresije napustila svoje domove i našla utočište u 20 zemalja svijeta. Projekt “Ukrajinska polica za knjige” provodi se pod njezinim pokroviteljstvom i omogućuje distribuciju ukrajinske književnosti i njezinih prijevoda u vodećim svjetskim knjižnicama. Inicijativi se već pridružilo više od 20 zemalja.
U “Priručniku bez prepreka” koji je pokrenula prva dama, kreiran je novi odjeljak s ratnim savjetima i uputama za osobe s invaliditetom i njihove obitelji, te starije osobe i njihove najmilije.
U svibnju 2022. Olena Zelenska započela je stvaranje Nacionalnog programa mentalnog zdravlja i psihosocijalne podrške. Program je osmišljen kako bi pomogao građanima Ukrajine da prebrode posljedice traumatičnih ratnih događaja.
Zelenska je 19. srpnja 2022.bila u posjetu Sjedinjenim Američkim Državama. Prvog dana posjeta Zelenska se sastala s američkim državnim tajnikom Antonyjem Blinkenom i Samanthom Power, upraviteljicom Američke agencije za međunarodni razvoj. Drugog dana posjeta održala je sastanak s prvom damom Sjedinjenih Država Jill Biden u Bijeloj kući. Zelensku su na trijemu Bijele kuće dočekali i američki predsjednik Joe Biden i potpredsjednica Kamala Harris.
Zelenska se drugog dana posjeta obratila i Kongresu SAD-a, čime je postala prva prva dama druge zemlje koja je održala govor u toj instituciji. Pozvala je na veću vojnu pomoć ukrajinskim oružanim snagama kako bi se zemlja zaštitila od ruske invazije.

Zelenska je početak govora posvetila obiteljima i djeci pogođenim ruskom invazijom na Ukrajinu. Jedna od uključenih slika bila je četverogodišnja Liza Dmitrijeva, koja je ubijena u zračnom napadu na grad Vinicu. Zelenska je također pokazala fotografije i video snimke žrtava napada na trgovački centar u Kremenčuku i drugih brojnih žrtava ruske invazije.
Tijekom putovanja Zelenska je u ime cijelog ukrajinskog naroda također primila nagradu za ljudska prava disidenata kod Spomenika žrtvama komunizma u Washingtonu.
Ukrajina će 23. srpnja biti domaćinom drugog samita prvih dama i gospode posvećenog poslijeratnoj obnovi zemlje. Događaj se planira održati u videoprijenosu između različitih zemalja svijeta. U sklopu Summita najavljeno je prikupljanje sredstava za vozila hitne pomoć. Ukupno je do sada prikupljeno 6,4 milijuna USD, što je omogućilo kupnju 84 vozila hitne pomoći za Ministarstvo zdravstva Ukrajine. Ova sanitetska vozila opremljena su svime što je potrebno za brz i siguran prijevoz teško ozlijeđenih.
U rujnu 2022. Olena Zelenska je bila prisutna kao uzvanica na trećem govoru Ursule von der Leyen o stanju Europske unije, gdje je predsjednica EU komisije odala počast njezinoj hrabrosti tijekom rata u Ukrajini.
Zelenska je 19. rujna 2022. nazočila državnom sprovodu kraljice Elizabete II. u Londonu kako bi joj odala počast "u ime svih Ukrajinaca".
Dana 2. listopada 2022. posjetila je Tursku, gdje je s turskom prvom damom Emine Erdoğan razgovarala o evakuaciji ukrajinske siročadi u tu zemlju. Susrela se s carigradskim ekumenskim patrijarhom Bartolomejem I. i porinula ukrajinsku korvetu Hetman Ivan Mazepa.
Društveni mediji i nekoliko novinskih kuća u Francuskoj tvrdili su da je Zelenska tijekom svog posjeta Parizu potrošila više od 40 000 eura, međutim te su se tvrdnje pokazale lažnima i proizvodom proruske propagande.

### Zaklada Olena Zelenska
Dana 22. rujna 2022. Olena Zelenska predstavila je svoju zakladu na dobrotvornoj večeri u New Yorku tijekom 77. Opće skupštine UN-a.
Primarni cilj Zaklade jest obnova ukrajinskog ljudskog kapitala kako bi se svaki Ukrajinac osjećao fizički i mentalno zdravim, zaštićenim i sposobnim ostvariti svoje pravo na obrazovanje, rad i izgradnju budućnosti u Ukrajini.
Zaklada ima tri ključna pravca: medicinu, obrazovanje i humanitarnu pomoć. Unutar tih područja pružat će ciljanu pomoć pojedincima, ulagati u obnovu ustanova predškolskog i školskog obrazovanja, poliklinika i ambulanti te davati bespovratna sredstva za stručna i znanstvena usavršavanja.

## Nagrade
Zelenska je dobila nagradu ShEO Awards 2022 u nominaciji “Mir u svijetu” koju dodjeljuje poljski časopis Wprost, jedna od najutjecajnijih i najstarijih publikacija u Poljskoj.
Dana 9. studenoga 2022. Olena Zelenska uvrštena je u popis ELLE 100 Women.
Dana 6. prosinca 2022., prva dama Ukrajine Olena Zelenska primila je nagradu Hillary Rodham Clinton, kojusvake godine dodjeljuje Institut za žene, mir i sigurnost Georgetown za iznimno vodstvo u promicanju prava žena i stvaranju mirnijeg i sigurnijeg svijeta za sve.
Odlikovana je u prosincu 2022. kao jedna od BBC-jevih 100 žena.